# Gruppe von Louvre G 99

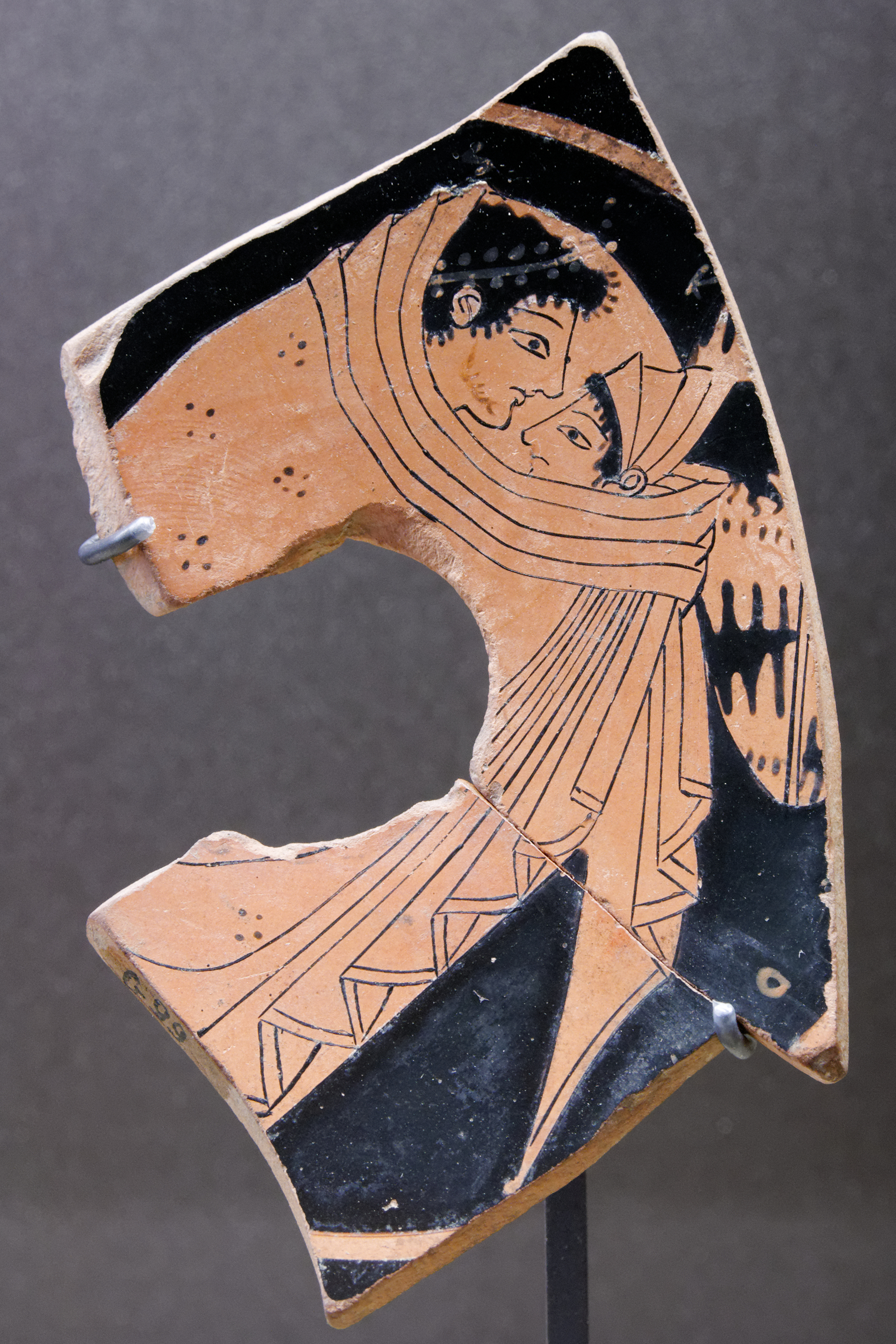
Namensgebendes Fragment im Louvre

Als Gruppe von Louvre G 99 wird eine Gruppe antiker griechischer Vasenmaler, die gegen Ende des 6. Jahrhunderts v. Chr. in Athen tätig waren, bezeichnet.
Die Gruppe von Louvre G 99 war etwa zur selben Zeit wie die sogenannte „Pioniergruppe“ des rotfigurigen Stils tätig. Innerhalb der zu dieser Zeit aktiven Vasenmaler ist die Gruppe von Louvre G 99 vergleichsweise spät anzusetzen. Die Vertreter der Gruppe gehörten zu den frühen rotfigurigen Schalenmalern. Wie auch andere Schalenmaler dieser Zeit testeten die Maler der Gruppe die Möglichkeiten der neuen Technik aufgrund der vergleichsweise kleineren Arbeitsfläche – des Inneren sowie der beiden Außenseiten der Schalen – noch nicht in derselben Tiefe aus, wie es die Vertreter der Pioniergruppe auf größeren Vasen schon taten, dennoch trugen auch die Schalenmaler ihren Teil zum Erfolg des neuen Stils bei.
John D. Beazley hat den Stil der Gruppe innerhalb des zehntausende Teile umfassenden Bestandes bekannter attisch-rotfiguriger Vasen und Fragmente erkannt und ihre Werke grundlegend zusammengestellt. Das überlieferte Œuvre der Gruppe ist sehr gering und umfasst bei Beazley nur eine Schale sowie ein weiteres, das namensgebende Schalenfragment. Möglicherweise handelt es sich bei der Gruppe nur um einen einzelnen Maler, der dann der Maler von Louvre G 99 wäre.
Werkliste
1. Schalenfragment; Louvre, Paris, Inventarnummer G 99; Motiv Innen: sich umarmender Jüngling und Frau unter einem Mantel oder einer Decke[1]
2. Schale; Museo provinciale Sigismondo Castromediano, Lecce, Inventarnummer 575; Motiv Innen: junger nackter kniender Athlet mit Sprunggewichten[2]